# Crespadoro
Crespadoro est une commune italienne de la province de Vicence dans la région de la Vénétie en Italie.

## Administration
| Période                                  | Période  | Identité            | Étiquette | Qualité |
| ---------------------------------------- | -------- | ------------------- | --------- | ------- |
| 30/05/2006                               | En cours | Alessandro Mecenero |           |         |
| Les données manquantes sont à compléter. |          |                     |           |         |

### Hameaux
Campodalbero, Durlo, Marana

### Communes limitrophes
Ala, Altissimo, Recoaro Terme, Selva di Progno, Valdagno, Vestenanova